# Peter Laslett
Peter Laslett, de son nom complet Thomas Peter Ruffell Laslett (18 décembre 1915 – 8 novembre 2001) est un historien et anthropologue britannique qui a joué un rôle essentiel dans le renouvellement de la sociologie historique, de la démographie historique et de l'étude des systèmes familiaux.

## Biographie
Après des études secondaires à la Grammar School for Boys de Watford (Hertfordshire), il intègre en 1935 le St John's College de l'université de Cambridge dont il sort diplômé en histoire en 1938. Ayant appris le japonais, il participe pendant la Deuxième Guerre mondiale au décodage des communications japonaises, à Bletchley Park et à Washington.
En 1948, il retourne au St John's College comme chercheur, reçoit en 1953 une chaire d'histoire à Cambridge, et est élu la même année membre du Trinity College. Ses travaux portent d'abord sur l'histoire de la philosophie politique, puis se tournent au cours des années 1960 vers la démographie historique, matière dans laquelle il aura Emmanuel Todd comme élève. De 1966 jusqu'à sa retraite en 1983, il assure à Cambridge un enseignement dont l'intitulé associe ces deux champs d'études, «La Politique et l'histoire de la structure sociale ».
Au moment de quitter l'université, il se prend d'intérêt pour la problématique du vieillissement dans l'histoire et la façon dont les sociétés traitent les personnes âgées. Il a joué un rôle clé dans la création en 1982 de l'Université du Troisième Âge en Angleterre.

## Travaux
D'abord spécialisé sur l'histoire de la philosophie politique, Peter Laslett a compilé et édité les écrits du théoricien de la monarchie absolue Robert Filmer (Patriarcha and Other Political Writings, 1949). Il fait de même avec les Deux Traités du gouvernement civil de John Locke, dont il établit que contrairement à l'opinion précédemment admise, ils ont été publiés antérieurement à la « Glorieuse Révolution » anglaise de 1688-1689, ce qui en modifie sensiblement la perspective. Son édition critique des Traités de Locke, publiée en 1960, est considérée comme faisant définitivement autorité.
Au début des années 1960, le hasard l'amène à examiner des listes d'habitants de paroisses rurales du Northamptonshire du XVIIe siècle. Il s'aperçoit que la structure des ménages telle qu'elle ressort de ce recensement est ni plus ni moins la famille nucléaire au sens moderne, que cette dernière n'est pas comme on le croyait un acquis récent dû à l'industrialisation et à l'urbanisation, et donc que les modèles familiaux sont des structures qui s'inscrivent dans la longue durée.
Cette découverte, qui ouvre des pistes jusque-là inexplorées, renouvelle profondément la démographie historique. Laslett lui consacre un ouvrage à succès publié en 1965, The World We Have Lost: England Before the Industrial Age, qui sera plusieurs fois réédité et complété. Pour mener à grande échelle les recherches dans ce domaine il a co-fondé avec Tony Wrigley le « Groupe de Cambridge » (Cambridge Group for the History of Population and Social Structure), supporté notamment par le Social Science Research Council américain et secondé par des bénévoles pour le dépouillement des archives locales.

## Publications
- The World We Have Lost: England Before the Industrial Age (1965 ; New York 1966 ; 2e éd. 1971 ; 3e éd. 1983 ; réédité et mis à jour 2000) (Un monde que nous avons perdu : Famille, communauté et structure sociale dans l'Angleterre pré-industrielle, Flammarion, Paris, 1969)
- Household and Family in Past Time (1972)
- Family Life and Illicit Love in Earlier Generations (1977)
- Statistical Studies in Historical Social Structure (1979)
- Bastardy and its Comparative History (1980)
- The World We Have Lost: Further Explored (London 1983 ; New York 1984)
- Family Forms in Historic Europe (1983)
- A Fresh Map of Life (1989)
- Justice Between Age Groups and Generations (avec James Fishkin, 1992).

## Sources
- Richard Smith, ‘Laslett, (Thomas) Peter Ruffell (1915–2001)’, in Oxford Dictionary of National Biography, 2005; online edn, May 2006.